# メガン・ショーネシー
メガン・ショーネシー（Meghann Shaughnessy、1979年4月13日 - ）は、アメリカ・バージニア州リッチモンド出身の女子プロテニス選手。
2007年の全米オープン混合ダブルスで、インドのリーンダー・パエスと組んで準優勝した。WTAツアーでシングルス6勝、ダブルス17勝を挙げた。自己最高ランキングはシングルス11位、ダブルス4位。フォアハンド・ストローク、バックハンド・ストロークとも両手打ちの選手で、強力なサービスを最大の武器にした。

## 来歴
1996年4月にプロ入り。ジュニア選手のトーナメントでは、1996年全仏オープンのジュニア女子シングルスでアメリ・モレスモ（フランス）に敗れた準優勝がある。2000年から急成長を始め、年初のニュージーランド・オークランド大会でベスト4に入ると、4月にはフロリダ州のウェストパームビーチ、サラソータで行われたツアー下部のサーキット2大会で優勝。同年10月にはチャイナ・オープン決勝でイロダ・ツルヤガノワ（ウズベキスタン）を7-6(2),7-5のストレートで下しツアー初優勝。これらの活躍から前年シーズン終了時に97位だったシングルスランクがシーズン終了時には39位にまで大幅に上昇した。
2001年は更なる飛躍の年となり、全仏オープンとウィンブルドンで4回戦に進出。9月にカナダ・ケベックシティ大会の決勝でイバ・マヨリ（クロアチア）を破ってツアー2勝目を挙げた。この年は他にも2月のアリゾナ州・スコッツデール大会、4月のドイツ・ハンブルク大会でも準優勝の成績を収めるなどの活躍により、初めて世界ランキング20位以内に入った。また女子テニス国別対抗戦・フェドカップのアメリカ代表選手としても2002年と2003年の2年間務めている。

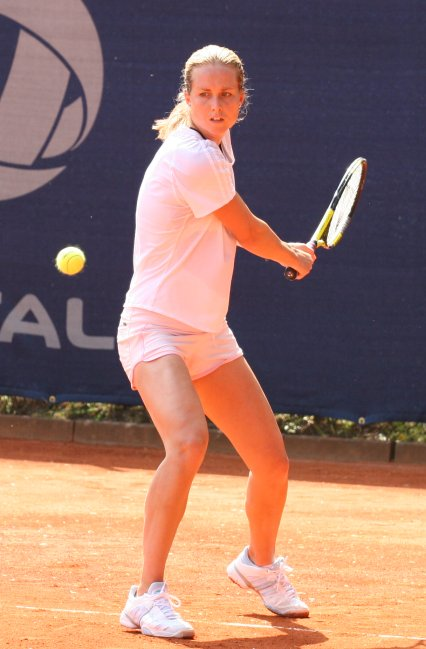
2005年

2003年1月、ショーネシーはオーストラリア・キャンベラの大会でツアー3勝目を挙げ、直後の全豪オープンで4大大会の自己最高成績を出し、ベスト8に進出した。その準々決勝では第1シードのセリーナ・ウィリアムズに 2-6, 2-6 で敗れた。この年は全仏オープン3回戦で杉山愛（日本に敗れ、全米オープン4回戦ではキム・クライシュテルス（ベルギー）に敗れている。
メガン・ショーネシーのテニス経歴は、シングルスでは2003年がベスト・シーズンであったが、2004年からダブルスに活路を見出し、ナディア・ペトロワ（ロシア）とペアを組んでダブルス年間7勝を挙げた。その中には、女子テニス年間最終戦・WTAツアー選手権のタイトルも含まれている。2006年度もダブルスで2勝を記録した。
2007年の全米オープン混合ダブルス部門で、ショーネシーはリーンダー・パエス（インド）と組み、初めて4大大会決勝戦の舞台を踏んだ。この決勝戦ではベラルーシペアのマックス・ミルヌイ&ビクトリア・アザレンカ組に 4-6, 6-7 で敗れて準優勝になった。2008年からは左膝の故障に悩み試合出場が散発的になり、2010年からはダブルスに専念して出場していたが、2011年ウィンブルドン選手権を最後に公式試合から遠ざかっている。

## WTAツアー決勝進出結果

### シングルス: 10回 (6勝4敗)
| 大会グレード         |
| -------------------- |
| グランドスラム (0–0) |
| ティア I (0–0)       |
| ティア II (0–3)      |
| ティア III (1–1)     |
| ティア IV & V (5–0)  |

| 結果   | No. | 決勝日         | 大会             | サーフェス    | 対戦相手                     | スコア        |
| ------ | --- | -------------- | ---------------- | ------------- | ---------------------------- | ------------- |
| 優勝   | 1.  | 2000年10月22日 | 上海             | ハード        | イロダ・ツルヤガノワ         | 7–6(2), 7–5   |
| 準優勝 | 1.  | 2001年2月26日  | スコッツデール   | ハード        | リンゼイ・ダベンポート       | 2–6, 3–6      |
| 準優勝 | 2.  | 2001年4月30日  | ハンブルク       | クレー        | ビーナス・ウィリアムズ       | 3–6, 0–6      |
| 優勝   | 2.  | 2001年9月23日  | ケベックシティ   | ハード (室内) | イバ・マヨリ                 | 6–1, 6–3      |
| 準優勝 | 3.  | 2002年1月13日  | シドニー         | ハード        | マルチナ・ヒンギス           | 2–6, 3–6      |
| 優勝   | 3.  | 2003年1月12日  | キャンベラ       | ハード        | フランチェスカ・スキアボーネ | 6–1, 6–1      |
| 準優勝 | 4.  | 2005年2月19日  | メンフィス       | ハード (室内) | ベラ・ズボナレワ             | 6–7(3), 2–6   |
| 優勝   | 4.  | 2006年5月21日  | ラバト           | クレー        | マルチナ・スーハ             | 6–2, 3–6, 6–3 |
| 優勝   | 5.  | 2006年8月26日  | フォレストヒルズ | ハード        | アンナ・スマシュノワ         | 1–6, 6–0, 6–4 |
| 優勝   | 6.  | 2007年6月26日  | バルセロナ       | クレー        | エディナ・ガロビッツ         | 6–3, 6–2      |

### ダブルス: 33回 (17勝16敗)
| 大会グレード          | 大会グレード                 |
| 2008年以前            | 2009年以後                   |
| --------------------- | ---------------------------- |
| グランドスラム (0–0)  |                              |
| WTAファイナルズ (1–0) |                              |
| ティア I (5–4)        | プレミア・マンダトリー (0-1) |
| ティア I (5–4)        | プレミア5 (0-0)              |
| ティア II (4–4)       | プレミア (2–2)               |
| ティア III (5–1)      | インターナショナル (0–1)     |
| ティア IV ＆ V (0–3)  | インターナショナル (0–1)     |

| 結果   | No. | 決勝日         | 大会                 | サーフェス        | パートナー                     | 対戦相手                                              | スコア           |
| ------ | --- | -------------- | -------------------- | ----------------- | ------------------------------ | ----------------------------------------------------- | ---------------- |
| 準優勝 | 1.  | 1999年4月26日  | ボル                 | クレー            | アンドレア・ヴァンク           | エレナ・コスタニッチ ミハエラ・パスティコバ           | 5–7, 7-6(1), 2-6 |
| 準優勝 | 2.  | 1999年5月16日  | アントワープ         | クレー            | ルイーズ・プレミング           | ローラ・ゴラルサ カタリナ・スレボトニク               | 4–6, 2–6         |
| 準優勝 | 3.  | 2000年10月22日 | 上海                 | ハード            | リタ・グランデ                 | タマリネ・タナスガーン リリア・オスターロー           | 5–7, 1–6         |
| 優勝   | 1.  | 2000年11月5日  | ケベックシティ       | ハード (室内)     | ニコル・プラット               | キンバリー・ポー＝メッセーリ エルス・カレンズ         | 6–3, 6–4         |
| 準優勝 | 4.  | 2001年1月7日   | ゴールドコースト     | ハード            | Katie Schlukebir               | ジュリア・カソーニ ヤネッテ・フサロバ                 | 6–7, 5–7         |
| 準優勝 | 5.  | 2001年3月4日   | スコッツデール       | ハード            | キム・クライシュテルス         | リサ・レイモンド レネ・スタブス                       | 不戦敗           |
| 優勝   | 2.  | 2001年5月13日  | ベルリン             | クレー            | エルス・カレンズ               | カーラ・ブラック エレーナ・リホフツェワ               | 6–4, 6–3         |
| 準優勝 | 6.  | 2001年10月14日 | フィルダーシュタット | ハード (室内)     | ジュスティーヌ・エナン         | リンゼイ・ダベンポート リサ・レイモンド               | 4–6, 7–6(4), 5–7 |
| 優勝   | 3.  | 2002年1月6日   | ゴールドコースト     | ハード            | ジュスティーヌ・エナン         | アサ・スベンソン ミリアム・オレマンス                 | 6–1, 7–6(6)      |
| 準優勝 | 7.  | 2002年10月13日 | フィルダーシュタット | ハード (室内)     | パオラ・スアレス               | リンゼイ・ダベンポート リサ・レイモンド               | 2–6, 4-6         |
| 優勝   | 4.  | 2003年9月29日  | モスクワ             | カーペット (室内) | ナディア・ペトロワ             | アナスタシア・ミスキナ ベラ・ズボナレワ               | 6–3, 6–4         |
| 準優勝 | 8.  | 2004年1月12日  | シドニー             | ハード            | ディナラ・サフィナ             | カーラ・ブラック レネ・スタブス                       | 5-7, 6-3, 4-6    |
| 優勝   | 5.  | 2004年3月22日  | マイアミ             | ハード            | ナディア・ペトロワ             | スベトラーナ・クズネツォワ エレーナ・リホフツェワ     | 6–2, 6–3         |
| 優勝   | 6.  | 2004年4月5日   | アメリアアイランド   | クレー            | ナディア・ペトロワ             | ミリアム・カサノバ アリシア・モリク                   | 3–6, 6–2, 7–5    |
| 優勝   | 7.  | 2004年5月3日   | ベルリン             | クレー            | ナディア・ペトロワ             | ヤネッテ・フサロバ コンチタ・マルティネス             | 6–2, 2–6, 6–1    |
| 優勝   | 8.  | 2004年5月10日  | ローマ               | クレー            | ナディア・ペトロワ             | パオラ・スアレス ビルヒニア・ルアノ・パスクアル       | 2–6, 6–3, 6–3    |
| 優勝   | 9.  | 2004年7月19日  | ロサンゼルス         | ハード            | ナディア・ペトロワ             | コンチタ・マルティネス ビルヒニア・ルアノ・パスクアル | 6–7(2), 6–4, 6–3 |
| 優勝   | 10. | 2004年8月23日  | ニューヘイブン       | ハード            | ナディア・ペトロワ             | マルチナ・ナブラチロワ リサ・レイモンド               | 6–1, 1–6, 7–6(4) |
| 優勝   | 11. | 2004年11月8日  | ロサンゼルス         | ハード            | ナディア・ペトロワ             | カーラ・ブラック レネ・スタブス                       | 7–5, 6–2         |
| 準優勝 | 9.  | 2005年3月19日  | インディアンウェルズ | ハード            | ナディア・ペトロワ             | ビルヒニア・ルアノ・パスクアル パオラ・スアレス       | 6–7(3), 1–6      |
| 優勝   | 12. | 2005年9月13日  | バリ                 | ハード            | アンナ＝レナ・グローネフェルト | 晏紫 鄭潔                                             | 6–3, 6–3         |
| 優勝   | 13. | 2006年1月7日   | ゴールドコースト     | ハード            | ディナラ・サフィナ             | カーラ・ブラック レネ・スタブス                       | 6–2, 6–3         |
| 優勝   | 14. | 2006年3月5日   | アカプルコ           | クレー            | アンナ＝レナ・グローネフェルト | 浅越しのぶ エミリー・ロワ                             | 6–1, 6–3         |
| 準優勝 | 10. | 2006年3月18日  | インディアンウェルズ | ハード            | ビルヒニア・ルアノ・パスクアル | リサ・レイモンド サマンサ・ストーサー                 | 2–6, 5–7         |
| 準優勝 | 11. | 2006年4月16日  | チャールストン       | ハード            | ビルヒニア・ルアノ・パスクアル | リサ・レイモンド サマンサ・ストーサー                 | 6-3, 1-6, 1-6    |
| 準優勝 | 12. | 2006年7月31日  | サンディエゴ         | ハード            | アンナ＝レナ・グローネフェルト | カーラ・ブラック レネ・スタブス                       | 2–6, 2–6         |
| 優勝   | 15. | 2007年1月8日   | シドニー             | ハード            | アンナ＝レナ・グローネフェルト | マリオン・バルトリ メイレン・ツー                     | 6–3, 3–6, 7–6(2) |
| 準優勝 | 13. | 2010年2月21日  | メンフィス           | ハード (室内)     | ベサニー・マテック＝サンズ     | ミハエラ・クライチェク バニア・キング                 | 5–7, 2–6         |
| 優勝   | 16. | 2010年5月22日  | ワルシャワ           | クレー            | ビルヒニア・ルアノ・パスクアル | カーラ・ブラック 晏紫                                 | 6-3, 6-4         |
| 準優勝 | 14. | 2010年8月28日  | ニューヘイブン       | ハード            | ベサニー・マテック＝サンズ     | クベタ・ペシュケ カタリナ・スレボトニク               | 5–7, 0–6         |
| 優勝   | 17. | 2011年2月7日   | パリ                 | ハード (室内)     | ベサニー・マテック＝サンズ     | ベラ・ドゥシェビナ エカテリーナ・マカロワ             | 6-4, 6-2         |
| 準優勝 | 15. | 2011年3月19日  | インディアンウェルズ | ハード            | ベサニー・マテック＝サンズ     | サニア・ミルザ エレーナ・ベスニナ                     | 0-6, 5-7         |
| 準優勝 | 16. | 2011年4月10日  | チャールストン       | クレー            | ベサニー・マテック＝サンズ     | サニア・ミルザ エレーナ・ベスニナ                     | 4-6, 4-6         |

## 4大大会シングルス成績
略語の説明
| W | F | SF | QF | #R | RR | Q# | LQ | A | Z# | PO | G | S | B | NMS | P | NH |

W=優勝, F=準優勝, SF=ベスト4, QF=ベスト8, #R=#回戦敗退, RR=ラウンドロビン敗退, Q#=予選#回戦敗退, LQ=予選敗退, A=大会不参加, Z#=デビスカップ/BJKカップ地域ゾーン, PO=デビスカップ/BJKカッププレーオフ, G=オリンピック金メダル, S=オリンピック銀メダル, B=オリンピック銅メダル, NMS=マスターズシリーズから降格, P=開催延期, NH=開催なし.
| 大会           | 1996 | 1997 | 1998 | 1999 | 2000 | 2001 | 2002 | 2003 | 2004 | 2005 | 2006 | 2007 | 2008 | 2009 | 通算成績 |
| -------------- | ---- | ---- | ---- | ---- | ---- | ---- | ---- | ---- | ---- | ---- | ---- | ---- | ---- | ---- | -------- |
| 全豪オープン   | A    | LQ   | 1R   | 1R   | 2R   | 2R   | 3R   | QF   | 1R   | 1R   | 1R   | 1R   | A    | A    | 8–10     |
| 全仏オープン   | A    | LQ   | LQ   | 1R   | 2R   | 4R   | 1R   | 3R   | 3R   | 1R   | 1R   | 2R   | A    | A    | 9–9      |
| ウィンブルドン | LQ   | LQ   | LQ   | 2R   | 2R   | 4R   | 2R   | 1R   | 3R   | 2R   | 2R   | 1R   | A    | A    | 10–9     |
| 全米オープン   | 1R   | LQ   | 1R   | 1R   | 3R   | 3R   | 3R   | 4R   | 1R   | 1R   | 2R   | 2R   | A    | 1R   | 11-12    |